# 阿里·蘇利曼
阿里·蘇利曼（阿拉伯语：‎，希伯來語：‎，1977年10月10日—），阿拉伯裔以色列男演員，知名於電影《天堂不遠》（2005年）和電視劇《湯姆·克蘭西之傑克·萊恩》（2018年）。

## 生平
阿里·蘇利曼出生於以色列拿撒勒。他畢業於表演學校，並在劇院開始了表演事業。2005年，他在巴勒斯坦電影《天堂不遠》中擔任主角；該片贏得金球獎最佳外語片並入圍奧斯卡金像獎的同一類別。
在美國電影中，他出演的作品如《反恐戰場》（2007年）、《謊言對決》（2008年）和《孤独的生还者》（2013年）。也曾參演破受好評的以色列電影《檸檬樹》（2008年）。2018年，蘇利曼在Amazon Prime Video電視劇《湯姆·克蘭西之傑克·萊恩》第一季中飾演大反派穆薩·賓·蘇萊曼（Mousa bin Suleiman），是與美國作對的葉門恐怖份子領導者；隨後又在Hulu迷你剧《巨塔杀机》中飾演卡米甚將軍（General Qamish）。

## 外部連結
- Ali Suliman在互联网电影资料库（IMDb）上的資料（英文）